# Hilda (Fernsehserie)
Hilda ist eine britisch-kanadische Zeichentrickserie, die auf der gleichnamigen Comicreihe von Luke Pearson basiert. Die Serie wurde von Silvergate Media produziert und am 21. September 2018 weltweit auf Netflix veröffentlicht.

## Handlung
Die junge, mutige Hilda (in Staffel 1 und 2 etwa 10 bis 12 Jahre alt, in der 3. Staffel 13 Jahre alt) erkundet gemeinsam mit ihrem treuen Begleiter, dem Hirschfuchs Hörnchen, die Wildnis und begegnet dabei ohne Scheu Elflingen, Riesen und allerlei anderen fantastischen Wesen. Zusammen mit ihrer Mutter lebt Hilda zunächst in den Bergen. Als ihre Mutter jedoch einen Umzug in die Stadt Trolberg vorschlägt, beginnt für Hilda ein neues Kapitel: Sie findet neue Freunde und wird mit geheimnisvollen Kreaturen und ungewöhnlichen Ereignissen konfrontiert.

## Produktion
Die Serie wird von Silvergate Media und Mercury Filmworks in Kanada und dem Vereinigten Königreich produziert. Leitender Produzent ist Adam Idelson. Luke Pearson selbst begleitet die Produktion und schaut, dass sie mit seiner Vorlage konform bleibt. Zudem schrieb Pearson die Drehbücher der Episoden 10 und 12.

## Veröffentlichung
Die ersten zwei Episoden feierten ihre Weltpremiere am 25. Februar 2018 auf dem New York International Children’s Film Festival (NYICFF) in den Vereinigten Staaten.
Alle Episoden der ersten Staffel wurden am 21. September 2018 auf Netflix in mehreren Sprachen synchronisiert (darunter auch Deutsch) veröffentlicht. Die erste Staffel adaptierte die Comic-Vorlage bis zum vierten Band Hilda und der Schwarze Hund. Die Handlung wurde an einigen Stellen verändert und erweitert, zum Beispiel treten Alfur, David und Frida häufiger auf und Hilda tritt den Sperling-Pfadfindern früher bei. Die Episoden eins bis drei entsprechen den ersten drei Comic-Bänden, Band vier wurde in den Episoden 12 und 13 verwirklicht und der Rest dazwischen sind Eigenerfindungen für die Serie oder grob den Comics entnommen.
Eine zweite Staffel wurde auf der New York Comic Con 2018 am 7. Oktober 2018 bestätigt. Die 13-teilige zweite Staffel wurde am 14. Dezember 2020 veröffentlicht, die letzte Episode hat außerdem Doppellänge. Zwei Episoden der zweiten Staffel (14 und 16) wurden erstmals auf dem NYICFF am 22. Februar 2020 gezeigt. Die Handlung basiert in der zweiten Staffel auf dem fünften Band des Comics, der Großteil davon in der letzten Episode, jedoch wurden Handlungselemente des Bandes über die Staffel gestreut und verändert dargestellt.
Ende 2019 wurde ein 70-minütiges Film-Special angekündigt. Es erschien am 30. Dezember 2021 auf Netflix und ist über 80 Minuten lang geworden. Es basiert auf dem sechsten Band der Comic-Reihe und schließt an das Ende der zweiten Staffel an.
Im November 2021 wurde bekannt, dass eine dritte Staffel produziert werde, mit der die Serie abgeschlossen werden soll. Diese erschien am 7. Dezember 2023 bei Netflix. Sie umfasst acht Folgen, wobei die letzte etwa 70 Minuten lang ist.

## Synchronisation
Die Serie wurde in Hamburg bei CSC-Studio synchronisiert. Die Dialogregie übernahm Stephanie Damare, die zusammen mit Martin Brücker in der ersten Staffel die Dialogbücher verfasste. Die Liedtexte stammen von Patrick Steinmann. In der zweiten Staffel übernahm Eva Maria Peters die Arbeit an den Dialogbüchern.
| Figur                   | Originalsprecher   | Deutscher Sprecher                                    |
| ----------------------- | ------------------ | ----------------------------------------------------- |
| Hilda                   | Bella Ramsey       | Carlotta Pahl                                         |
| Johanna (Hildas Mutter) | Daisy Haggard      | Stephanie Damare                                      |
| Alfur                   | Rasmus Hardiker    | Tim Kreuer                                            |
| David                   | Oliver Nelson      | Lino Dohse (Staffel 1) Henry Schneider (ab Staffel 2) |
| Frida                   | Ameerah Falzon-Ojo | Chloë Lee Constantin                                  |
| Holzmann/Holzmännchen   | Ako Mitchell       | Oliver Warsitz                                        |
| Rabe                    | Cory English       | Patrick Bach                                          |
| Trevor                  | Reece Pockney      | Flemming Stein                                        |
| Victoria Van Gale       | Catherine Tate     | Christine Kutschera                                   |
| Astrid                  | Miriam Margoyles   | Dagmar Dreke                                          |
| Anders (Hildas Vater)   | John Simm          | Robert Kotulla                                        |

## Episodenliste

### Staffel 1
| Nr. (ges.) | Nr. (St.) | Deutscher Titel                  | Originaltitel                      | Drehbuch          |
| --- | --------- | -------------------------------- | ---------------------------------- | ----------------- |
| 1 | 1         | Kapitel 1: Das Verborgene Volk   | Chapter 1: The Hidden People       | Stephanie Simpson |
| Basiert auf Hilda und der Troll und Hilda und der Mitternachtsriese                                                                        |           |                                  |                                    |                   |
| 2 | 2         | Kapitel 2: Der Mitternachtsriese | Chapter 2: The Midnight Giant      | Stephanie Simpson |
| Basiert auf Hilda und der Mitternachtsriese                                                                                                |           |                                  |                                    |                   |
| 3 | 3         | Kapitel 3: Die Vogelparade       | Chapter 3: The Bird Parade         | Kenny Byerly      |
| Basiert auf Hilda und die Vogelparade |           |                                  |                                    |                   |
| 4 | 4         | Kapitel 4: Die Sperlinge         | Chapter 4: The Sparrow Scouts      | Stephanie Simpson |
| 5 | 5         | Kapitel 5: Der Trollfelsen       | Chapter 5: The Troll Rock          | Kenny Byerly      |
| 6 | 6         | Kapitel 6: Die Albtraum-Geister  | Chapter 6: The Nightmare Spirit    | Kenny Byerly      |
| 7 | 7         | Kapitel 7: Der verlorene Klan    | Chapter 7: The Lost Clan           | Ben Joseph        |
| 8 | 8         | Kapitel 8: Die Gezeiten-Mäuse    | Chapter 8: The Tide Mice           | Stephanie Simpson |
| 9 | 9         | Kapitel 9: Der Geist             | Chapter 9: The Ghost               | Kenny Byerly      |
| 10 | 10        | Kapitel 10: Das Unwetter         | Chapter 10: The Storm              | Luke Pearson      |
| 11 | 11        | Kapitel 11: Die Hütte im Wald    | Chapter 11: The House in the Woods | Ben Joseph        |
| 12 | 12        | Kapitel 12: Die Nissen           | Chapter 12: The Nisse              | Luke Pearson      |
| Basiert auf Hilda und der Schwarze Hund |           |                                  |                                    |                   |
| 13 | 13        | Kapitel 13: Der schwarze Hund    | Chapter 13: The Black Hound        | Stephanie Simpson |
| Basiert auf Hilda und der Schwarze Hund |           |                                  |                                    |                   |
| Am 21. September 2018 wurden alle Episoden der Staffel gleichzeitig bei Netflix veröffentlicht. Die Regie jeder Episode führte Andy Coyle. |           |                                  |                                    |                   |

### Staffel 2
| Nr. (ges.) | Nr. (St.) | Deutscher Titel                           | Originaltitel                           | Drehbuch                         |
| --- | --------- | ----------------------------------------- | --------------------------------------- | -------------------------------- |
| 14 | 1         | Kapitel 1: Der Trollkreis                 | Chapter 1: The Troll Circle             | Stephanie Simpson                |
| 15 | 2         | Kapitel 2: Die Draugar                    | Chapter 2: The Draugen                  | Ben Joseph                       |
| 16 | 3         | Kapitel 3: Die Hexe                       | Chapter 3: The Witch                    | Stephanie Simpson & Luke Pearson |
| 17 | 4         | Kapitel 4: Die ewigen Krieger             | Chapter 4: The Eternal Warriors         | Kenny Byerly                     |
| 18 | 5         | Kapitel 5: Die Windmühle                  | Chapter 5: The Windmill                 | Luke Pearson                     |
| 19 | 6         | Kapitel 6: Die alten Glocken von Trolberg | Chapter 6: The Old Bells of Trolberg    | Bryan Korn & Gabe Pulliam        |
| 20 | 7         | Kapitel 7: Das Biest der Kessel-Insel     | Chapter 7: The Beast of Cauldron Island | Tim McKeon                       |
| In der deutschen Fassung heißt die Insel anders als im Titel: Vulkankrater-Insel.                                                         |           |                                           |                                         |                                  |
| 21 | 8         | Kapitel 8: Der fünfzigjährige Abend       | Chapter 8: The Fifty Year Night         | Kenny Byerly                     |
| 22 | 9         | Kapitel 9: Der Hirschfuchs                | Chapter 9: The Deerfox                  | Luke Pearson                     |
| 23 | 10        | Kapitel 10: Die Weihnachtsgesellen        | Chapter 10: The Yule Lads               | Todd Casey                       |
| 24 | 11        | Kapitel 11: Der Jorts-Vorfall             | Chapter 11: The Jorts Incident          | Emily Brundige                   |
| 25 | 12        | Kapitel 12: Der Nachfolger                | Chapter 12: The Replacement             | Todd Casey                       |
| 26 | 13        | Kapitel 13: Der Steinwald                 | Chapter 13: The Stone Forest            | Stephanie Simpson                |
| Basiert auf Hilda und der Steinwald, hat Doppellänge und endet mit einem Cliffhanger.                                                     |           |                                           |                                         |                                  |
| Am 14. Dezember 2020 wurden alle Episoden der Staffel gleichzeitig bei Netflix veröffentlicht. Die Regie jeder Episode führte Andy Coyle. |           |                                           |                                         |                                  |

### Film
| Nr.                                                                        | Deutscher Titel         | Originaltitel               | Regie      | Drehbuch     |
| -------------------------------------------------------------------------- | ----------------------- | --------------------------- | ---------- | ------------ |
| 1                                                                          | Hilda und der Bergkönig | Hilda and the Mountain King | Andy Coyle | Luke Pearson |
| Basiert auf Hilda und der Bergkönig und schließt an die zweite Staffel an. |                         |                             |            |              |
| Am 30. Dezember 2021 wurde der Film weltweit bei Netflix veröffentlicht.   |                         |                             |            |              |

### Staffel 3
| Nr. (ges.)                                                                                    | Nr. (St.) | Deutscher Titel                  | Originaltitel                   | Regie          | Drehbuch                 |
| --------------------------------------------------------------------------------------------- | --------- | -------------------------------- | ------------------------------- | -------------- | ------------------------ |
| 27                                                                                            | 1         | Kapitel 1: Der Zug nach Tofoten  | Chapter 1: The Train to Tofoten | Andy Coyle     | Luke Pearson             |
| 28                                                                                            | 2         | Kapitel 2: Der Feenhügel         | Chapter 2: The Fairy Mound      | Andy Coyle     | Luke Pearson             |
| 29                                                                                            | 3         | Kapitel 3: Der Riesentöter       | Chapter 3: The Giantslayer      | Andy Coyle     | Ben Greene               |
| 30                                                                                            | 4         | Kapitel 4: Der lachende Meermann | Chapter 4: The Laughing Merman  | Megan Ferguson | Ben Joseph & Che Grayson |
| 31                                                                                            | 5         | Kapitel 5: Der Job               | Chapter 5: The Job              | Megan Ferguson | Stephanie Simpson        |
| 32                                                                                            | 6         | Kapitel 6: Der vergessene See    | Chapter 6: The Forgotten Lake   | Andy Coyle     | Stephanie Simpson        |
| 33                                                                                            | 7         | Kapitel 7: Seltsame Frequenzen   | Chapter 7: Strange Frequencies  | Megan Ferguson | Emily Brundige           |
| 34                                                                                            | 8         | Kapitel 8: Die Feeninsel         | Chapter 8: The Fairy Isle       | Andy Coyle     | Luke Pearson             |
| Am 7. Dezember 2023 wurden alle Episoden der Staffel gleichzeitig bei Netflix veröffentlicht. |           |                                  |                                 |                |                          |

## Rezeption
Die Süddeutsche Zeitung bezeichnet die Fernsehserie als „mitreißend und pädagogisch-wertvoll“, da sie Werte wie Toleranz frei von Vorurteilen gegenüber fremden Menschen vermittle und „Neugier, Mut und Ehrfurcht“ gegenüber neuen Abenteuern erwecke. Die Animation und die Soundkulisse seien dabei „auf den Charme“ abgestimmt und orientieren sich an der Vorlage. Dabei behält die Serie einen kindlichen, witzigen und fantasievollen Stil ohne altbacken und zu niedlich zu wirken und sticht mit den vielen Charakteren hervor. Der Standard vergleicht die Serie daher auch mit Filmen von Studio Ghibli, wie Chihiros Reise ins Zauberland. Sie wird ebenfalls mit den Animationsserien Willkommen in Gravity Falls und Adventure Time verglichen.
Als „dazzling animated children’s show with an anti-authoritarian streak“ betitelte eine Besprechung die TV-Serie 2021. Neben dem Inhalt betrachtet The Guardian auch die Ästhetik der Produktion und streicht Luke Pearsons Artwork auch in Details wie der „library“ heraus. Zudem sei die Serie auch klanglich überzeugend gestaltet, mit Musik von Grimes, Ex Hex, Walter Martin und Twerps: „The music of Hilda spans the last decade of indie and electronic (remember Dan Deacon?), lending a nostalgic feel to a show that captures so much of the magic and innocence of childhood.“
Die Serie erhielt bei der 46. Verleihung der Annie Awards am 2. Februar 2019 drei Auszeichnungen aus drei nominierten Kategorien, sowie eine Auszeichnung aus vier nominierten Kategorien bei der 46. Verleihung der Daytime Creative Arts Emmy Awards am 5. Mai 2019.